# 段会宗
段 会宗（だん かいそう、紀元前84年 - 紀元前10年）は、前漢の人。字は子松。天水郡上邽県の人。西域都護となった。関内侯。

## 略歴
竟寧元年（紀元前33年）に杜陵県令であったが推薦されて西域都護・騎都尉・光禄大夫となった。西域諸国は彼の威信に服した。三年後、交代の時期となって帰還し、沛郡太守となった。その後、単于が入朝するということで雁門太守となった。数年後、法に触れて免職となった。西域諸国は段会宗にもう一度来て欲しいと願い出たので、陽朔年間に再度都護となった。この時、友人の谷永は老年でありながら西域に出る段会宗に対し、身を大切にして奇功を求めないようにすべきだという戒めを贈った。
西域諸国は段会宗に心服したが、交代の時期となって帰還した時に、康居の太子が降伏した時に段会宗が戊己校尉の兵を独断で使ったことが問題となった。詔があって罪を購うことを許され、金城太守となった。その後、病気を理由に免職となった。
一年余り後、西域で烏孫の小昆弥（烏孫の君主の号）が殺されて国内が混乱した。段会宗が召し出されて左曹中郎将光禄大夫となり、烏孫を鎮撫することとなった。段会宗は小昆弥の兄の末振将を立て混乱を収めて帰還した。翌年、末振将は大昆弥を殺害したが、たまたま病死した。
元延2年（紀元前11年）、段会宗が再び派遣され、戊己校尉や西域諸国の兵を使って末振将の太子である番丘を誅殺するよう命じられた。段会宗は番丘の逃亡を恐れ、兵を留めて精鋭30人だけを連れて烏孫に入り、番丘を召し出して自ら剣を振るって番丘を斬った。小昆弥の烏犁靡は数千騎を率いて段会宗を囲んだが、段会宗は「私を殺したところで、漢という牛から毛を一本抜いたようなものだが、（漢の使者を殺した）郅支単于が殺されて首を晒されたことは知っていよう」と言ったので、小昆弥は彼に服した。段会宗が帰還して報告すると、漢の大臣たちは彼を賞すべきと述べ、成帝は関内侯の爵位と黄金百斤を賜った。
この時、小昆弥の季父が小昆弥を殺そうと企んでいたので、再度段会宗が派遣され、西域都護孫建と力を合わせて鎮撫した。段会宗は元延3年（紀元前10年）に烏孫国内で死亡した。75歳であった。西域の諸国は彼のために喪に服し祠を建てた。